# Martarega
Martarega är ett släkte av insekter. Martarega ingår i familjen ryggsimmare.
Kladogram enligt Catalogue of Life:
| Martarega | \| \| Martarega membranacea \| \| \| \| \| \| Martarega mexicana \| \| \| \| |
|           | \| \| Martarega membranacea \| \| \| \| \| \| Martarega mexicana \| \| \| \| |
|           | Anisops                                                                      |
|           |                                                                              |
|           | Buenoa                                                                       |
|           |                                                                              |
|           | Notonecta                                                                    |
|           |                                                                              |
|           | Martarega membranacea                                                        |
|           |                                                                              |
|           | Martarega mexicana                                                           |
|           |                                                                              |

|  | Martarega membranacea |
|  |                       |
|  | Martarega mexicana    |
|  |                       |